# Maggie De Block
Maggie Celine Louise De Block, född 28 april 1962 i Merchtem, är en belgisk politiker. Hon är medlem av det belgiska liberala partiet Öppna VLD och var social- och hälsominister från 2014 till 2020 under regeringarna Charles Michel och Sophie Wilmès.
De Block är i grunden utbildad läkare. År 1999 valdes hon in som parlamentsledamot. Mellan 2011 och 2014 var hon statssekreterare med ansvar för asyl och migration, social integration och fattigdomsbekämpning. Under 2014 var hon Belgiens justitieminister en kortare period innan hon utsågs till social- och hälsominister, en post hon satt på fram till 2020. Från 2018 och framåt utökades ministerposten även med ansvar för asyl- och migrationsfrågor.
I samband med att De Block utsågs till hälsominister uppstod diskussion i medierna på grund av hennes övervikt. Vissa ansåg att hon som politiskt ansvarig för hälsofrågor också borde vara en förebild och att hennes trovärdighet som hälsominister påverkades av att hon själv var överviktig. De Block bemötte skriverierna med att konstatera att hon var medveten om sin övervikt men ansåg att "det viktiga inte var förpackningen utan vad som fanns där i".
Under 2015 var hon den mest populära politikern i stora delar av Belgien.

## Utmärkelser
- Officer av Leopoldorden
- Kommendör av Leopolds II:s orden

[Redigera Wikidata]